# Junta Nacional de Gobierno
La Junta Nacional de Gobierno (JNG) fue un triunvirato que gobernó a Nicaragua entre el 1 de mayo de 1972 al 1 de diciembre de 1974. 
La junta de gobierno fue el resultado del Pacto Kupia Kumi (que en dialecto mosquito significa "un solo corazón"), firmado el 28 de marzo de 1971 en la Sala Mayor del Teatro Nacional Rubén Darío (TNRD) de la capital Managua entre Anastasio Somoza Debayle y Fernando Agüero Rocha como líderes de sus partidos respectivos, para llegar a unas elecciones libres, sin importar que Somoza Debayle fuese candidato, pero con observación de la OEA, teniendo el Partido Conservador en 6 departamentos de Nicaragua mayoría en las Juntas Receptoras de Votos y teniendo representación en el Tribunal Supremo Electoral y Corte Suprema de Justicia, además de la Ley de Cedulación, que para la época no existía como identificar a los votantes y era una de las exigencias del Partido Conservador desde que Agüero Rocha tomó las riendas del partido en 1960.
Se estableció para que hubiese un periodo de transición, y preparar las condiciones de unas elecciones libres. Estaría compuesta por 2 liberales y un conservador, el objetivo de este último era vigilar el cumplimiento de lo acordado en el convenio. 
El primer triunvirato estuvo compuesto por el general G.N. Roberto Martínez Lacayo, el doctor Alfonso Lovo Cordero (ambos por el oficialista Partido Liberal Nacionalista, PLN) y el doctor Fernando Agüero Rocha (por el opositor Partido Conservador, PC). 
El segundo triunvirato se instaló luego del terremoto del 23 de diciembre de 1972, el doctor Agüero Rocha se opuso al nombramiento de Somoza Debayle como superministro de la reconstrucción. Un grupo de conservadores que se aliaron con Somoza formó una nueva junta directiva nacional del Partido Conservador y sacó a Agüero de la Junta de Gobierno, siendo reemplazado por Edmundo Paguaga Irías quien fue respaldado por el empresario Alberto Chamorro Benard y por el entonces embajador de los Estados Unidos.

## Antecedentes
En 1966 Agüero fundó la Unión Nacional Opositora (UNO), una coalición electoral de 5 partidos políticos opuestos al somocismo, junto con el doctor Pedro Joaquín Chamorro Cardenal –director del diario La Prensa– para derrotar a Somoza en las elecciones del 5 de febrero de 1967. La campaña de la UNO fue apoyada por todos los sectores sociales del país sobre todo por campesinos. El domingo 22 de enero de 1967 en la Plaza de la República de Managua hubo una manifestación de más de 50,000 personas de la UNO gritando ¡Basta ya!. A eso de las 5 p. m. alguien dijo que irían hacia la Casa Presidencial de la Loma de Tiscapa por la Avenida Roosevelt; en la intersección de esta con la 4.ª Calle Suroeste (en la esquina del Banco Nacional de Nicaragua, BNN, actual edificio de la Asamblea Nacional) un pelotón de la Guardia Nacional (GN, de la que el general Somoza era el Jefe Director) estaba apostado impidiendo el paso de los manifestantes. Poco después un francotirador de la UNO, oculto en los árboles de laurel de la India de la acera del BNN, le disparó al teniente Sixto Pineda Castellón matando a este y desatando una balacera en la que murieron entre 1,000 y 1,500 personas por los miembros de la GN. Agüero, Chamorro y otros líderes de la UNO se refugiaron en el Gran Hotel (actual Centro Cultural Managua) y al día siguiente al salir del hotel fueron detenidos,incumpliendo con lo acordado por el doctor Agüero en presencia del Attache Militar de la Emabajada U.S.A., Coronel Francisco, y llevados a la cárcel del Hormiguero para salir libres 43 días después. El doctor Agüero tuvo que ir a las elecciones en unas condiciones así, porque así lo determinó la Unión Nacional Opositora, para liberar a los presos.

## El Pacto Kupia Kumi
Como resultado de la masacre del 22 de enero Agüero perdió las elecciones ante Somoza dos semanas después de los sucesos sangrientos por abstencionismo y el 1 de mayo el segundo tomó posesión del poder. La Unión Nacional Opositora decidió asistir a las elecciones a pesar de las condiciones en que se encontraba el país, ya que las cárceles estaban atestadas de presos políticos y exilados, por eso se fue a las elecciones, con la anuencia de todos los integrantes de la UNO.  Posteriormente la Unión Nacional Opositora se disolvió y no resurgiría hasta 1989. El 10 de noviembre de 1970 Somoza invitó a Agüero a un diálogo político que este aceptó como presidente del Partido Conservador con un comunicado el 19 y una semana después el 27 se reunieron en el Teatro Nacional Rubén Darío para iniciar el diálogo; el general Somoza fue asesorado por los doctores Cornelio Hüeck y Salvador Castillo y Agüero por Arnoldo Lacayo Maison y José Joaquín Cuadra Cardenal secretarios político y técnico del PC respectivamente. A principios de 1971 siguieron las negociaciones en la casa de Hüeck en la ciudad de Masaya en las que se convino formar una Junta Nacional de Gobierno de 3 miembros (2 por el Partido Liberal Nacionalista y 1 por el Partido Conservador). Lo que se pretendía con la Junta, era establecer un gobierno de transición, una nueva Constitución que entraría en vigencia 3 años después en 1974 –sustituyendo a la de 1950,– elecciones legislativas el primer domingo de febrero de 1972 para elegir una Asamblea Nacional Constituyente, etc. Esto culminó en la firma del Pacto Kupia Kumi el 28 de marzo de 1971 en la Sala Mayor del TNRD entre Somoza y Agüero en un acto público. Se levantó la prohibición a Somoza de que fuese candidato en la elección de 1974, pero con la condición que se estableciera las leyes y ambiente necesario para una elección libre en 1974. Para la reforma a la Constitución se disolvió al Congreso y se llamó a una constituyente, donde el Partido Conservador exigió un 40% de los constituyentes, ya que esa elección de constityentes se iba a efectuar de acuerdo a las viejas leyes y reglas de los Somoza para el PC. No era que el Partido Conservador se conformaba con una minoría congelada, a como algunos detractores de la Convecion Política han querido proyectar,, el período de la junta sería de 2 años y medio, las elecciones generales el 1 de septiembre de 1974 y la toma de posesión el 1 de diciembre del último año prolongando el período del elegido hasta el 1 de mayo de 1981, al igual que la observación de los comicios por observadores internacionales invitados a través de la Organización de los Estados Americanos (OEA).

## El gobierno de la JNG
En la mañana del 1 de mayo de 1972 Anastasio Somoza Debayle le entregó el poder al general Roberto Martínez Lacayo y los doctores Alfonso Lovo Cordero y Fernando Agüero Rocha que formaron la Junta Nacional de Gobierno (JNG) quedando el general Somoza como Jefe Director de la GN y estos ejercerían el Poder Ejecutivo. Somoza fue juramentado esa misma noche por la JNG como Jefe Director de la GN. Pero el destino quiso que casi 9 meses después el 23 de diciembre de 1972 un terremoto de 6.2 grados de magnitud en la escala Richter destruyera parte de la capital y la JNG, reunida junto a las ruinas de la Casa Presidencial (que colapsó parcialmente), decretó la ley marcial y nombró al general como presidente del Comité Nacional de Emergencia, con la oposición del doctor Agüero, con poderes omnímodos para resolver la emergencia, erigiéndose en gobernador militar y de hecho en gobernante del país, pues buena parte de las funciones de la junta fueron trasladadas a Somoza aunque la formalidad del Ejecutivo la ostentase la junta. Los 3 miembros de la JNG se convirtieron en títeres de Somoza estableciendo sus oficinas en la Hacienda El Retiro, la residencia en Managua de la esposa de Somoza, la primera dama Hope Portocarrero.
Un decreto de la junta confiscó 640 manzanas del centro de Managua, el más afectado por el sismo que causó cerca de 19,000 muertos, prohibiendo la reconstrucción causando malestar entre la empresa privada y parte de la ciudadanía en general. Agüero no renunció a la Junta de Gobierno en 1973. Lo iba hacer, cuando se enteró de que en la ciudad de Granada se gestaba una traición, ya que habían convencido al vice Edmundo Paguaga a retirar la renuncia que ya la había firmado y que la tenía con la suya. El Secretario Político de la Embajada Norteamericana James Cheak, aconsejó al doctor Agüero a que no renunciara ya que era preferible que Somoza diera un Golpe de Estado. Este trató de encubrir ese Golpe con la asistencia de algunos elementos Conservadores connotados, pero la ilegalidad se cometió al no tener la mayoría de la Junta Nacional de la Directiva Suprema del Partido Conservador, único órgano que tenía capacidad para hacerlo. El doctor Agüero fue sacado por el Congreso y fue nombrado Edmundo Paguaga. La Asamblea redactó la nueva Constitución que entró en vigor en 1974 y las elecciones las ganó Somoza y tomó posesión el 1 de diciembre en el Teatro Nacional Rubén Darío. Por ser ex gobernantes Lovo y Martínez junto con el doctor Lorenzo Guerrero Gutiérrez (que siendo vicepresidente sucedió a René Schick Gutiérrez como Presidente de la República cuando este murió el 3 de agosto de 1966 hasta la toma de posesión de Somoza el 1 de mayo de 1967) se convirtieron en senadores. Entre los diputados estaban el doctor Francisco Urcuyo Maliaños y los ingenieros Luis Pallais Debayle y José Somoza Abrego, primo y sobrino carnal del general Somoza respectivamente. Todos ellos ocuparon esos cargos hasta la Revolución Sandinista en 1979.
| Predecesor: Anastasio Somoza Debayle | Junta Nacional de Gobierno 1 de mayo de 1972 - 1 de diciembre de 1974 | Sucesor: Anastasio Somoza Debayle |